# 李應祥
李應祥（1542年—1599年），字善徵，號雨亭，直隸常州府無錫縣人，軍籍，明朝政治人物。

## 生平
萬曆元年（1573年）癸酉科應天府鄉試第五十二名，萬曆五年（1577年）丁丑科會試第七十五名，登三甲第一百一十七名進士。授浙江臨海縣知縣，在任六年，擢升户部主事，丁母憂。服除，復除原职，歷官户部员外郎，二十年正月升湖广佥事，治湖北道，二十二年十一月升陕西左参议，分守关内，二十五年七月升湖广驿传道副使，二十六年六月以原官提调陕西学校，以病辞官归。萬曆二十七年卒，年五十八。墓在县西南军將山。

## 家族
曾祖李俊；祖父李望，曾任峽江教諭；父李缯，號沐斋。母楊氏。慈侍下。

## 延伸阅读
[在维基数据编辑]
 《明史卷二百四十七》，出自《明史》

| 官衔          | 官衔                          | 官衔          |
| ------------- | ----------------------------- | ------------- |
| 前任： 張治具 | 明朝臨海縣知縣 1578年－1584年 | 繼任： 周孔教 |